# Muhàmmad Xaibani
Abu-l-Fath Muhàmmad Xaibani (v. 1451- 1510), net d'Abu l-Khayr després d'un període sense notícies clares de 32 anys, va ser el segon sobirà de la dinastia turcomongola dels xibànides de l'Uzbekistan que regnà de 1500 a 1510. Els seus orígens en fan alhora un genguiskànida i un descendent d'un homònim (Xiban o Xaiban), fundador de la seva dinastia (xibànida), que hauria convertit la seva tribu a l'islam des del segle xiii. Va néixer a la regió de Sighnak, sobre el Sirdarià inferior. Estava destinat a restaurar el poder que havia tingut el seu avi a la seva regió natal i va començar per la seva regió natal.

## Primers anys
A la mort d'Abu l-Khayr vers el 1468 (o 1469) el devia succeir el seu fill Xah Budah Sultan que va morir aviat (en data desconeguda, si és que no havia mort abans) deixant un fill menor d'edat, Muhammad, anomenat Xibani pel nom del fundador original del kanat, Xiban, fill de Jotxi i net de Genguis Kan. El seu títol fou Shahbakht (príncep afortunat) que li va donar el seu avi però els escriptors perses ho van corrompre a Shaybek o Shaibek i així el seu malnom va arribar deformat com a Shaybani (català Xaibani o Xaibaní). La seva mare fou Ak Kuzi Begum. Va tenir com atabeg o tutor a Uighur Shaykh, que ja havia estat atabeg de Shah Budagh. A la mort d'Abu l-Khayr el atabeg fou Karachin Beg, un dels principals amirs uzbeks que també es va fer càrrec del seu germà Mahmud Sultan. La Shibani-name esmenta com enemics a Seidiak i Ibak, fills d'Haji Muhammed Khan de l'Horda de Xiban o uzbeks (Ibak fou kan de Sibèria el 1464) i els descendents d'Arab Bereke Sultan (potser Arabshah de l'Horda de Xiban); Djanibek Khan i Karai Khan, fills de Burrak Khan de l'Horda Blanca; i els mangits o nogais Abbas, Musa i Yamgurchi.
Sent Muhammad Xaibani menor d'edat la direcció de l'Horda va passar a un altre fill d'Abu l-Khayr, de nom Shaykh Haydar Khan, que era de la tercera esposa del kan, que fou derrotat per Ibak de Sibèria. Karachin l'atabeg, amb els seus dos pupils, es va refugiar amb Kasim, kan d'Astracan, que llavors va nomenar com atabeg al seu amir al-umara Timurbeg (que era un nogai). Quan Kasim fou assetjat a Astracan per Ibak i per Ahmed Khan de l'Horda d'Or, els dos joves prínceps amb Karachin es van obrir camí entre els enemics amb una lluita desesperada i haurien retornat al baix Sirdarià, el seu original territori on Muhammad Xibani va reunir alguns seguidors, però fou derrotat prop de Sabran per Iranchi, fill de Djanibek Khan (dels kazakhs) i llavors es va dirigir a Bukharà on fou ben rebut per l'amir Abd al-Ali Terkhan (o simplement Ali Terkhan), que governava en nom d'Ahmed Mirza (Sultan Ahmad ibn Abu Said 1469-1494). Aquest el va cridar a Samarcanda on el va tractar hospitalàriament i després Xibani va retornar a Bukharà.

## Primers èxits
Després de dos anys amb Ali Terkhan va retornar a les seves terres originàries. Quan s'acostava a la fortalesa d'Artak el 
religiós Khoja Begchik i els més vells dels amirs amb els notables de la zona, el van anar a trobar amb les claus de Sighnak i va entrar a la ciutat. Poc després va arribar un enviat de Musa, cap dels Nogais, que el va invitar a anar al Deixt Quiptxaq, i va prometre fer-lo kan si hi anava; Xibani va acceptar i va anar a parlar amb Musa; en l'entrevista el cap nogai el va tractar bé; mentre estava al camp de Musa, Burunduk Khan dels kazakhs, l'autoritat del qual estava sent qüestionada, va atacar amb nombroses forces, però fou derrotat i va fugir. Xibani va demanar a Musa de complir la seva promesa però Musa li va donar llargues al·legant que els amirs (generals, caps de tribus) nogais s'hi oposaven.
Xibani es va retirar del Deixt Quiptxaq i va lluitar diverses vegades contra el kazakh Muhmud Sultan, fill de Djanibek Khan, que governava a Susak, però finalment fou derrotat per aquest i es va retirar a Mangishlak a la costa de la mar Càspia i d'alli a Coràsmia on l'amir Nasir al-Din Abd al-Kalik Firuz Shah, que governava en nom de Sultan Husayn Mirza de Khurasan, li va oferir valuosos regals. Llavors es va dirigir a Karakul i Bukharà amb el seu antic protector Ali Terkhan, que altre cop el va acompanyar a Samarcanda. En aquest temps regia Transoxiana Sultan Ahmed Mirza (Sultan Ahmad ibn Abu Said 1469-1494), que estava en conflicte amb el kan de Mogolistan, Mahmud Khan ibn Yunus Khan (1487-1508) el qual governava a Taixkent i Shahrukhia. Sultan Ahmad va dirigir un exèrcit contra Taixkent al que Xibani es va incorporar (1488) i els dos exèrcits es van enfrontar al riu Chirr, afluent del Sirdarià. Xibani traïdorament va fer obertures secretes a l'enemic i va oferir portar la confusió als seus aliats i desertar al moment crític; l'endemà l'exèrcit mogol va creuar el Chirr, primer la infanteria i després la cavalleria; Xibani va executar el seu propòsit i l'exèrcit de Sultan Ahmad fou derrotat i molts soldats es van ofegar al riu. Xibani va passar al servei de Mahmud Khan que poc després va conquerir la ciutat de Yasi o Turkestan, que pertanyia a Sultan Ahmad, i la va entregar a Xibani en recompensa pels seus serveis.
Això va molestar molt a Djanibek Khan i Karai Khan, perquè Yassy havia estat part del seu patrimoni originari, que van iniciar la guerra per recuperar-la. Mahmud va ajudar a Xibani amb tropes i també li van donar suport antics servidors del seu avi. Va tenir diversos xocs amb els kazakhs. Xaibani després d'assegurar totes les fortaleses de la zona va marxar a Sighnak on va lluitar amb Burunduk Khan dels kazakhs. Llavors es va dirigir a Coràsmia veient l'oportunitat a causa del fet que el governador local, Firuz Shah, era al Khurasan al costat del seu senyor Sultan Husayn Baykara ibn Mansur (1469-1470). Després d'uns dies a la capital de Coràsmia, Firuz Shah va retornar al rescat i Xibani es va retirar cap a la fortalesa de Buldum al nord-est de Khivà. En aquesta fortalesa fou ben rebut; d'allí va passar a la ciutat de Vesir on fou derrotat per les tropes timúrides khurasànides, passant llavors cap a Alak i després cap a Astarabad, saquejant diverses places pel camí.
Cridat per Mahmud Khan es va dirigir a Otrar, on els dos homes van formar una aliança; Mahmud li va cedir Otrar. Llavors la població de Sabran (Àsia central) va expulsar al governador Kul Muhammed Terkhan i es va sotmetre a Mahmud Sultan, germà de Xibani, i així quasi tot el Turquestan va reconèixer l'autoritat dels dos germans. Els kazakhs van atacar Sabran i els habitants es van apoderar de Mahmud Sultan a traïció i es van rendir a Kasim (després Kasim Khan), la mare del qual era germana de la mare de Mahmud. Kasim el va retenir un temps i després el va enviar sota escorta a Suzak, però pel camí Mahmud va poder fugir i reunir-se amb el seu germà a les muntanyes Ugusman, retornant junts a Otrar. Poc després Burunduk Khan va atacar Otrar, però al cap d'uns dies es va ajustar la pau.
Llavors Xibani es va dirigir a Yasi o Yassi (Yasy o Yassy, moderna Turkestan) que estava governada per Muhammad Masud Terkhan que fou fet presoner i enviat a Otrar. Davant això Mahmud Khan de Mogolistan va marxar en ajut del seu governador i Xibani va alliberar a Terkhan i el va enviar a Samarcanda. Mahmud Khan el va començar a considerar perillós i es va aliar als kazakhs en contra seva. Van tenir por d'atacar a Xibani a Yassi però van assetjar al seu fill Muhammad Timur Sultan a Otrar; aquesta atac fou rebutjat. Poc després Burunduk Khan donava la mà de dues germanes, una a Muhammad Timur i una altra a Mahmud Sultan.
Xibani no tenia escrúpols; volia engrandir el seu territori i no respectava promeses ni compromisos si això el beneficiava. Mahmud Khan va intentar utilitzar-lo en els seus plans sobre Samarcanda i Bukharà, cosa que agradava a Xibani. El 1497 Xibani fou cridat en ajut per Baysunkur Mirza, sultà timúrida de Transoxiana (1495-1497) amb seu a Samarcanda, que estava sent atacat per Baber; quan Xibani hi va anar, va trobar l'exèrcit de Baber massa preparat i es va retirar. El Shibani-name explica que el seu germà Mahmud Sultan va arribar fins a Jizakh o Jizak on fou rebutjat i que Xibani, en revenja, va creuar el Sihun amb una força auxiliar de mil jetes pels quals fou traït, i es va haver de retirar; llavors va preparar un pla més elaborat i va seguir els consells del seu guia espiritual Shaykh Mansur que recomanava no conquerir els països pel centre o la capital, sinó assegurant les fronteres.

## Khan dels uzbeks a Samarcanda
Cada dia rebia més adhesions i ja no eren només uzbeks. Va aconseguir els serveis dels Mangits de Coràsmia. També li van donar suport els seus dos oncles Kotxkunju i Siyunish, fills d'Abu l-Khayr amb Rabiga Sultan Begum (filla d'Ulugh Beg) i els parents Hamza Sultan i Mehdi Sultan. Diversos prínceps timúrides estaven aleshores enfrontats i entre ells Baber, que el 1497 va conquerir Samarcanda a Baysunkur Mirza, però la va haver d'evacuar i el sobirà nominal fou Sultan Ali Mirza fill de Sultan Mahmud Mirza i de Zureg Beghi Aga, que segons Baber era una concubina uzbeka. El poder efectiu a Samarcanda va quedar en mans de Khoja Yahya els ancestres del qual ja exercien el càrrec de Shaykh al-Islam feia quatre-cents anys. Xibani es va presentar a Samarcanda i la va assetjar durant deu dies, rebutjant una sortida per la porta de Sheikhzade; finalment va entrar per la porta de Tshiharrah, arribant sense oposició al palau d'estiu anomenat Baghi No. La guarnició dins la ciutat va resistir i la lluita es va allargar de després del migdia fins a mitjanit. L'endemà es va saber que Baki Terkhan, fill d'Ali Terkhan sota el qual Xibani havia començat la seva carrera, venia des de Bukharà en ajut de Samarcanda i ja estava assetjant el fort de Dabusi. Llavors els uzbeks van deixar la lluita a Samarcanda i vam marxar a Dabusi, van derrotar a Baki Terkhan; deixant una força per assetjar Samarcanda van marxar llavors sobre Bukharà que sense forces de defensa, va ser ocupada ràpidament. Xibani va deixar allí el seu harem i va marxar contra Karakul que va ocupar, però els habitants de la població es van aixecar contra la guarnició uzbeka i la van massacrar. Els uzbeks van entrar a la ciutat i van exercir una cruel venjança. Llavors van retornar a Samracanda per acabar el setge.
Segon el Baber-name la mare d'Ali Mirza, Zureg Beghi Aga, era una dona uzbeka i va enviar un missatger a Xibani prometent l'entrega de la ciutat de Samarcanda si es casava amb ella i, quan recuperés els dominis del seu avi, retornés Samarcanda a Ali Mirza. El pla havia estat ideat per Abu Yusuf Arghun. Quan Xibani va arribar a Bagh-e Mihdan (El Jardi de la Plana) Sultan Ali Murza va sortir per la porta de Charraheh acompanyat només d'un petit grup de persones, i es va dirigir a Xibani que el va rebre fredament. Khoja Yahya, en veure que Ali Mirza havia abandonat la ciutat (mentre ell estava pregant a una mesquita) va fer el mateix; esperava que Xibani l'aniria a saludar però no ho va fer. Van seguir Jan Ali, el fill de Khoja Ali que era al Rabat Khoja. La mare d'Ali Mirza no fou gaire ben tractada i va entrar a l'harem de Xibani com una més i Baber diu "va donar el regne del seu fill als vents". Algunes fonts consideren que el conflicte entre Ali Mirza i Khoja Yahya fou decisiu en la rendició de la ciutat que es va produir l'any 1500, que es considera l'inici del regnat efectiu de Muhammad Xaibani.
A Sultan Ali Mirza se li va assignar residència a un barri, sota control de Timur Sultan, fill de Xibani. Alguns amics li van aconsellar escapar però s'hi va negar. Segons Baber fou mort al cap de pocs dies al prat de Kulbeh; el Shibani-name, panegirista dels uzbeks, diu que va morir ofegat accidentalment al riu Koheks o Zareftan; el Tarikh-i Timur diu que va morir a Kan-i Gul a la riba d'aquest riu. Khoja Yahya fou assassinat poc després amb els seus dos fills en el seu camí a Khurasan, i Xibani va negar tota participació si bé segurament va ordenar el crim. Els seus seguidors eren nòmades i després d'uns dies a la ciutat es van establir en tendes als defores (eren set o vuit mil), al lloc de Khoja Didar, mentre altres dos mil sota Hamza Sultan i Mehdi Sultan acampaven també als defores en un altre lloc. A dins la ciutat van quedar cinc o sis-cents soldats de guarnició. Baber va saber la situació i es va aventurar a intentar la reconquesta de Samarcanda amb només 240 homes. Només tenia 19 anys mentre que Xibani ja en tenia prop de 50. Baber mateix va descriure la captura de la ciutat: primer va intentar sorprendre la guarnició, però la va trobar en alerta; l'acompanyava Khoja Abdal Makaram, dels notables khoja de la ciutat, i va arribar al pont del Moghak (El Forat) lloc de plaer públic on va deixar 70 o 80 homes amb ordes d'escalar la muralla a l'altre costat de la Cova dels Amants per sorprendre a les tropes estacionades a la porta Firozeh, que havien de capturar, i llavors obrir camí a la resta; van tenir èxit; Fazil Terkhan, comandant de la guarnició, va morir en la lluita a la porta que fou oberta i Baber va entrar amb la resta de la seva gent; la gent estava dormint però quan es va adonar del que passava es van posar contra els uzbeks i van massacrar a la guarnició (uns 400 o 500 haurien mort); el governador Jan Vafa es va poder escapar i es va unir a Xibani fora de la ciutat; l'endemà Xibani va saber que els seus conservaven la porta de Ferro i es va dirigir allí amb 15 o 20 homes i després se'n van afegir més però els uzbeks ja havien estat expulsats d'arreu de la ciutat i el domini de la porta de Ferro no li permetia fer res, i va optar per retirar-se. Els districtes de la vora, Sogh i Miankal, es van sotmetre a Baber i els de Karshi i Khozar a Baki Terkhan, l'antic governador de Bukharà; Karakul fou ocupada per una força vinguda de Merv; Baber però no tenia prou força i sense ajut dels prínceps veïns no podia retenir la seva conquesta gaire temps. La conquesta de Baber fou a finals del 1500 o començaments del 1501.
A la primavera del 1501 els uzbeks van ocupar Karakul i van conquerir el fort de Dabusi a l'assalt, massacrant la guarnició. A l'abril o maig Baber va marxar a lliurar batalla a Xibani i va acampar a Sar-i Pol (Final del Pont) fortificant el seu campament. Xibani va acampar a uns 6 o 7 km. Dirant quatre o cinc dies van lliurar escaramusses i en una les forces dels uzbeks van avançar fins a la vora del campament enemic i hi van disparar fletxes, però com que estava ben protegit, es van retirar. La lluita es va precipitar per la impaciència de Baber, es diu que per qüestions astrològiques. Baber va presentar batalla i Xaibani va acceptar; la seva ala dreta estava manada per Mahmud Sultan, Janibeg Sultan i Muhammad Timur Sultan; l'esquerra per Hamza Sultan, Mehdi Sultan i altres. El mateix Baber descriu les operacions al Baber-name. El resultat final fou una gran victòria per Xibani, les forces del qual d'altra banda eren molt superiors en nombre.
Baber fou abandonat pels seus parents i amic que es van dispersar en totes direccions. Va convocar un consell dels seus begs i es va determinar posar Samarcanda en estat de defensa i resistir fins a la mort. Al portal d'Ulug Beg, Baber va establir la seva tenda. Al cap d'uns dos dies va arribar Xibani. Igualment la Baber-name explica detalls del setge i diu que aviat la gent es va veure forçada a menjar carn de gos o d'ase el que era degradant pels musulmans. Una vegada que Baber va veure que no arribaria ajuda dels seus parents i especialment de Sultan Husayn Baykara (1469-1506) de Khurasan i les desercions, fins i tot dels seus assistents, van començar a ser freqüents, va optar per demanar condicions de capitulació que fou acordada i a la nit Baber va sortir de la ciutat amb la seva mare i algunes dames de la seva cort; la seva germana Khaniadeh Begum no obstant va restar o fou capturada i es va casar amb Xibani al que va donar un fill de nom Khurram (que després fou governador de Balkh però va morir jove), si bé més tard se'n va divorciar perquè guardava excessiva fidelitat a Baber del que era la germana preferida. Baber va arribar a Jizak, on va trobar provisions en abundància. Xibani va entrar a Samarcanda (setembre del 1501).
Xibani dominava ara la Sogdiana; tenia ara com enemic al seu antic protector Mahmud Khan de Taixkent i Shahrukhia; l'hivern va travessar el riu de Khodjend glaçat i va assolar el districtes de Taixkent i Shahrukhia; Baber que estava a Dehkat, als districtes muntanyosos d'Ura Tepe, el va anar a atacar. Un vent glaçat anomenat haderwish va matar part de la seva gent de fred; quan va arribar a Beshkent va trobar que Xibani ja s'havia retirat (1502).
A la primavera del 1503 Xibani va fer una incursió a Ura Tepe. Sultan Ahmed Tambol (Tanbul o Tanbal) es va revoltar en aquest temps contra Mahmud Khan; aquest, amb el seu germà Ahmed que era cogovernant de Mogolistan, va reunir un exèrcit de 30.000 homes i el va atacar, ordenant a Baber de fer una distracció per Akhsi. La Baber-name descriu l'estratègia de les dues parts. Tambol, fortament pressionat, va cridar en ajut a Xibani, oferint a canvi governar a Fergana sota sobirania del kan uzbek. Aquest no va trigar a acceptar. Els dos kans de Mogolistan no van tenir temps de reunir els seus contingents i amb els 15.000 que estaven amb ells es van retirar acompanyats de Baber. Van travessar el riu Khodjend i estaven arribant a Akhsi, quan es va presentar Xibani, amb 30.000 homes, que havia evitat els dos exèrcits mongols que havien de cobrir el gruix principal (un a Taixkent a un a Ura Tepe). Acompanyaven al kan uzbek els seus parents Kotxkunju Sultan, Siyunish Sultan, Janibeg Sultan, i altres. Els mongols no es van poder organitzar pel combat i foren completament derrotats i els dos kans fets presoners (Baber en canvi va poder fugir a les muntanyes al sud de Fergana). Quan la notícia es va saber a Taixkent, la guarnició manada per Muhammad Sultan, fill de Mahmud Sultan, va córrer a retirar-se cap al Mogolistan, mentre Muhammad Hussein (el pare de l'historiador Haydar) es va retirar d'Ura Tepe cap a Karatigin.
Xibani va tractar amb generositat als seus il·lustres presoners i va insistir en tres matrimonis amb la seva família com a preu per l'alliberament: el su fill Muhammad Timur es casaria amb Dughlat Sultan Khanum, germana dels dos kans; ell mateix es casaria amb Anba Sultan Khanum; i Janibeg Sultan es casaria amb Kuruz Khanum; a més 30.000 soldats dels kans serien incorporats a l'exèrcit uzbek. Taixkent i Shahrukhia havien de ser cedides (la primera ja havia estat evacuada però a la segona la mare dels dos kans dirigia la guarnició); aquestes negociacions es van fer el juny de 1503. No és clar el resultat: segons uns els dos kans foren executats o enverinats a Arčiyan el juny del 1503;> segons altres Ahmed Khan, el més jove dels dos, va tornar a Mogolistan però va morir al poc d'arribar pels efectes del verí. El presoner que fou pitjor tractat foi Khoja Abul Mokaram, l'amic de Baber. Xibani va establir guarnicions a les principals poblacions de Fergana i va tornar a Samarcanda.
Llavors Xibani es va dirigir a Transoxiana (octubre o novembre de 1503), on Khosru Shah, un turc del Quiptxaq, s'havia apoderat d'Hissar, Khatlan, Kunduz i Badakhxan i va fer una ràtzia als seus dominis marxant llavors cap a Balkh governada per Badi al-Zaman fill de Mirza Husayn Baykara d'Herat; va assetjar Balkh durant l'hivern sense èxit i després va retornar a Samarcanda; tot seguit va atacar (1504) Andijan on governava el seu antic protegit Tambol o Tanbal. Quan Xibani va arribar a Marghinan, Tambol es va retirar cap a Andijan amb dos mil homes. El setge d'aquesta va durar 40 dies; llavors se li va unir Muhammed Hussein Doghlat d'Ura Tepe, el pare de l'historiador Haydar, que era el seu germà de llet i havia estat expulsat feia poc de Hisssar per Khosru, que va recomanar a Tambol de rendir-se; aquest va acceptar i es va rendir amb els seus germans i només sortir foren executats pels uzbeks. Andijan no obstant no fou saquejada per orde de Xibani, que tot seguit es va establir a Samarcanda. Taixkent fou cedida als seus oncles paterns Kotxkunju i Siyunish i el seu cosí Janibeg Sultan fou nomenat governador d'Andijan. Mahmud Sultan, germà de Xibani, va rebre el govern de Bukharà, i l'amir Yakub fou nomenat darugha (governador) de Shahrukhia.
Va preparar llavors l'atac a Hissar i Khosru va abandonar la ciutat sense lluita (1504) i va fugir dels seus territoris. El seu oficial Shirim Chihrih, va resistir de manera valenta a Hissar, però es va acabar rendint obtenint termes de rendició honorables. Xibani va enviar al seu germà Mahmud Sultan contra Kunduz, la principal fortalesa del territori, on Khosru havia emmagatzemat provisions per resistir un setge de 20 anys. Khosru igualment la va abandonar cuita corrent (1504) i la ciutat es va rendir; el seu govern fou donat a Hamza Sultan, mentre el govern de Caghaniyan, era concedit a Mehdi Sultan. Després Xibani va tornar a Samarcanda; abans d'arribar va saber la mort del seu germà Mahmud Sultan a Kunduz. Xibani va retornar a Kunduz i després d'una hora de pregària va dir "Millor que s'hagi mort; la gent deia que el meu poder depenia d'ell i així es veu que Xibani no depèn de cap home". Després va retornar a Samarcanda.

## Conquesta de Coràsmia
Llavors va començar a preparar la invasió de Coràsmia que dependia del govern timúrida de Khurasan. Pel camí hi havia els anomenats mongols que obeïen al vell Mahmud Khan de Mogolistan, que eren sens dubte turcs; va destruir als seus caps i així va poder incorporar als "mongols" als seu exèrcit i va començar a assetjar Urgendj o Khivà, la capital de Coràsmia, que el seu governador Chin Sufi va defensar durant deu o onze mesos; esperava ajuda de Khosru, però aquest fou capturat i executat junt amb 700 dels seus seguidors; al no rebre socors, els habitants van entregar les muralles traint al governador. Chin Sufi va morir d'una fletxa i la lluita es va acabar. Urgendj va que quedar en mans dels uzbeks (1505), i el seu govern confiat a Kučuk. Xibani va retornar a Samarcanda (hivern del 1505 a 1506).

## Conquesta de Khurasan
Dominava ara tot el territori entre l'Oxus i el Yaxartes i Fergana, Coràsmia i Hissar i el seu proper objectiu era Khurasan governat per Husayn Mirza Baykara, ja vell. Inicialment va fer una ràtzia a Balkh que va ocupar (1506), retornant a Samarcanda. Baykara va convocar a tots els prínceps veïns en el seu ajut, però va morir al cap de pocs dies deixant dos fills, Badi al-Zaman i Muzaffar Husayn ibn Husayn Baikara (1506-1507), i els dos es van proclamar sultans; la mort de Baykara no va aturar els preparatius de Xibani i finalment davant l'amenaça dels uzbeks, els dos prínceps van decidir unir-se i governar de manera conjunta. Mentre Baber havia respost a la crida de Baykara i marxava des de Kabul per ajudar el seu parent i finalment es va reunir amb els fills de Baykara al campament d'aquestos al riu Murghab. Els dos sobirans seguien enfrontats i Baber no va trigar a abandonar-los retornant a Kabul.
La primavera del 1507 Xibani va creuar l'Oxus. Andikhad, governada per Shah Mansur Bakhshi, va ser ocupada i els uzbeks van avançar cap a Baba Khaki, on estava l'exèrcit del Khurasan dirigit pels seus dos sobirans. La indecisió d'aquestos, el desacord, la incertesa i les intrigues podien facilitar la tasca a Xibani; el juny del 1507 va creuar el Murghab i va ocupar Sarakhs, avançant sobre el campament de Baba Khaki. L'exèrcit khurasanià va fugir. Un solitari cap de nom Zulnun Arghun, que creia fermament pel que li havien dit alguns astrolegs que obtindria el títol de Huzeberulla (Lleó de Déu) i derrotaria als uzbeks, es va enfrontar a 50.000 d'aquestos amb només 150 homes i fou capturat i decapitat. Els dos prínceps van fugir cap a Herat on van restar només unes hores i després van fugir de nou emportant-se els seus parents cap a la fortalesa d'Ekhtiar al-Din. Xibani, que seguia al darrere, va entrar a Herat i es va apoderar dels tresors i harems dels timúrides. Xibani va imposar a la ciutat una contribució de 100.000 tenga, que es pot considerar moderada. Xibani va establir la seva residència fora la ciutat; membres de la família dels prínceps foren capturats i portats a la seva presència i Xibani (55 anys) es va enamorar bojament de l'esposa de Muzaffar Husayn, i va determinar casar-se amb ella tot i que era legitima esposa del príncep, va complir el seu desig. Els prínceps presoners foren tractats respectuosament i els habitants d'Herat que havien fugit a les muntanyes per por dels uzbeks, van anar retornant.
Els prínceps timúrides que havien anat a ajudar els dos governants de Khurasan es van retirar als seus propis governs; Xibani va enviar destacaments contra ells. Diverses batalles es van lliurar a les províncies; tots els prínceps (mirzes) van ser morts o fets presoners en els següents mesos. Xibani era considerat un ignorant però molt orgullós i no dubtava en voler donar explicacions del texts alcorànics de Kazi Ekhtiar i Muhammed Mir Yusuf, dos dels més cèlebres mul·làs del Khurasan i corregir els escrits de mul·là Sultan Ali i els dibuixos del pintor Behzad; llegia també les seves composicions poetiques; però un estudi modern dels escrits que s'han conservat mostren que les idees i llenguatge del kan eren notables dins la literatura turca oridental i mostren que coneixia el turc, persa i àrab.
Xibani governava des del desert de Jitteh a l'Hindu Kush, i de les muntanyes Paramisos fins al Khurasan; el seu vast imperi uzbek s'estenia sobre les ciutats d'Herat, Merv i Mashad a l'est del Khorasan; sobre Bukharà, Samarcanda i Taixkent a Transoxiana; i sobre Khivà o Urgendj a Coràsmia. Llavors va dirigir la seva atenció a Kandahar conquerida a l'inici del 1507 per Baber als Arghun. En aquest temps Muhammed Hussein, el pare de l'historiador Haydar, que havia organitzat a Kabul una revolta contra Baber, fou perdonat per aquest i autoritzat a retornar al Khurasan; en arribar a Farrah va tenir notícies de la victòria de Xibani sobre els mirzes del Khurasan; es va aturar allí tres mesos i després fou cridat per Xibani que el va tractar amb gran consideració.
Xibani va avançar ràpidament cap a Kandahar que es va rendir sense gaire resistència. La guarnició dirigida pel germà de Baber, Nasir Mirza, es va retirar a la ciutadella on va quedar assetjada pels uzbeks que van excavar mines per arribar a l'interior; Nasir Mirza va ser ferit al coll per una fletxa i estava a punt de rendir-se quan sobtadament Xibani es va retirar a causa del fet que el seu harem, que havia deixat a la poderosa fortalesa de Nirehtu, havia estat sorprès per una tribu muntanyesa que se'n havia apoderat. Va anar cap al Khurasan on va combatre contra les forces dels mirzes (estiu del 1507) lluitant a Meshed, 
Nishapur, Astarabad i Turshiz, combats en què les forces dels prínceps timúrides foren derrotades sempre; Muazaffar Husayn va morir segurament el 1508 i Badi al-Zaman va arribar a la cort del safàvida Ismail I de Pèrsia. llavors es va dirigir a Transoxiana per rebutjar una invasió dels kazakhs (hivern del 1507 al 1508) cosa que va aconseguir.

## Guerra amb Pèrsia i mort
L'estiu del 1508 va derrotar a Mahmud Khan de Taixkent que a la mort del seu germà el 1503 havia obtingut el territori assignat en administració a aquest a Kashgària fins a la frontera xinesa. Després de cinc anys de vida nòmada va optar per posar-se sota protecció de Xibani a Fergana, on aquest estava en aquell moment. Però Xibani va ordenar capturar-lo a Khodjend on fou executat junt amb cinc dels seus fills, sent enterrat al mausoleu de Shaykh Masilek al-Din Khojendi. Una explicació més raonable dels fets la dona el Tarikh-i Seyyid Rakein que diu que Mahmud Khan va envair territori de Xibani amb intenció d'apoderar-se d'Andijan i Fergana i fins i tot de Samarcanda, i va morir amb els seus cinc fills en una batalla ferotge a la riba del riu Khodjend (1508). Aquell mateix any un personatge incert, potser Muhammed Hussein Mirza, el pare de l'historiador Haydar, fou cridat a presència de Xibani, que va ordenar la seva execució i fou enterrat al mausoleu d'Amir Seyid Husseini. Xibani també va ordenar ofegar a l'historiador Haydar però aquest es va poder escapar.
Vambery diu que Xibani es va apoderar de Gurgan durant el 1508. El 1509 el kan kazakh Burunduk Khan van tornar a Transoxiana i altre cops els kazakhs foren rebutjats. Es diu que en aquest temps l'autoritat efectiva al Kanat Kazakh va passar a Kasim Khan, el cosí de Burunduk. Els kazakhs disposaven d'una força de 200.000 homes. Xibani va acampar l'hivern a Kuruk, i va enviar un contingent als dominis kazakhs, però al saber que Kasim marxava a Kuruk amb un exèrcit (notícia que era falsa i havia fet córrer el amir kazakh Pulun Shirkas), el contingent es va retirar i aquesta retirada va crear el pànic a l'exèrcit uzbek, que sense fer cas a les ordes es van desbandar. La major part de l'exèrcit va poder arribar a Samarcanda a finals de l'hivern. Xibani es va retirar a Khurasan.
A l'inici de l'estiu del 1510 Xibani va atacar als hazares, tribu dedicada al saqueig suposats descendents dels mongols d'Hulagu Khan, que vivien cap al nord-oest de l'Afganistan, però no els va poder trobar, ja que s'havien retirat i refugiat a les muntanyes del centre del país. Xibani es va haver de retirar i ho va fer pels congost pels que corre el riu Helmand, però baixar al riu era difícil i quan es podia els passos eren tan estrets que no es podia pujar aigua; els soldats van patir de manera terrible i part dels ramats es van perdre; van arribar al Khurasan en mal estat; s'acostava l'hivern i Xibani va donar permís a les dues divisions que havien patit el desgast per poder tornar a les seves cases.
Xibani havia fet (1508) algunes ràtzies a Kirman, que pertanyia a Ismaïl I, xa safàvida de Pèrsia. Aquest va presentar queixes pels atacs "als seus dominis hereditaris" però Xibani li va contestar que la sobirania no s'heretava per la mare (Ismaïl I era fill d'una filla d'Uzun Hasan dels Aq Qoyunlu) sinó pel pare, és a dir per línia de mascles i no de femelles; a més els dos homes estaven separats perquè Ismaïl era un xiïta fanàtic i Xibani un sunnita. Hi va haver una correspondència en què les dues parts van anar apujant el to i el xa va anunciar que aniria a Meshed a pelegrinar i que ja era hora d'enfrontar-se al camp de batalla.
Xibani va concentrar les seves forces a Herat; havent llicenciat les seves tropes ara no tenia prou força per oposar-se als safàvides i va optar per retirar-se cap a Merv, i va deixar una guarnició a Herat que aviat el va haver de seguir cap a Merv. Ismaïl va passar per Meshed on va pregar a la tomba de l'imam Reza i després va continuar. La primera batalla es va lliurar prop de Tukerabad, en què els uzbeks foren derrotats i es van haver de retirar darrere els murs de Merv. Ismaïl va establir el seu campament prop de la ciutat. Mentre Xibani havia enviat missatgers per reunir tropes a Transoxiana i Turquestan. Ismaïl va escriure a Xibani dient que havia estat més puntual en la seva visita a Meshed que Xibani en la visita que havia amenaçat de fer a l'Iraq, i que ara li tancava la porta als nassos, però que esperava que es trobarien a la Meca. Llavors es va retirar amb els seus 40.000 homes, ja que no volia sostenir un llarg setge prop del desert. Xibani es va sentir ferit per les paraules del xa i va sortir amb 20.000 homes i contra els consells de l'amir va decidir presentar batalla sense esperar els reforços. La retirada persa sembla que en realitat havia estat un engany i quan els uzbeks van sortir van ser atacats a Mahmudabad, prop de Merv, i Xibani amb cinc-cents homes es va trobar amb la retirada tallada; va combatre però fou aplanat per la superioritat de l'enemic i va morir al combat en 2 de desembre de 1510. El seu cap fou tallat i portat a Ismaïl I que el va ordenar esquarterar i repartir els trossos per diferents parts de l'imperi; la pell del cap fou enviada al sultà Baiazet II de Turquia. El seu crani, incrustat de pedres precioses, es diu que va servir de copa per beure al seu vencedor.
Els oficials a Merv van desaparèixer. L'exèrcit de reforç que va arribar l'endemà, dirigit per Ubayd Allah Sultan de Bukharà, nebot de Xibani, i Muhammad Timur Sultan, fill, que van carregar tot allò valuós i l'harem del kan i van sortir a la mateixa nit. Els homes que no van fugir a temps van ser massacrats pels perses i les dones foren fetes esclaves. Els antics "mongols" al servei de Xibani (en realitat turcs) es van separar i van començar a saquejar Khurasan. Ismaïl va prendre el control d'Herat on va perseguir als sunnites Per un temps es va produir un interregne i Janibeg Sultan, cosí de Xibani, va actuar de facto com a regent
Muhammad Shaybânî és descrit com un mecenes, protector de les arts i poeta capaç de compondre en turc i en persa. És sota el seu regnat que es comença a desenvolupar la historiografia en llengua txagatai probablement sota la influència de la cultura persa. Muhammad Xibani i els seus successors fan construir madrasses, desenvolupen els wafqs (fundacions pietoses) i s'envolten d'intel·lectuals religiosos, ulemes i sufís. Muhammad Xibani fou un musulmà sunnita de l'escola jurídica hanafita i a diferència dels seus predecessors kans de l'Horda d'Or, crea un estat basat en les regles del sunnisme hanafita, contrastant amb l'imamisme dels savàfides.